# Luca Duriatti
Luca Duriatti (* 11. Februar 1998) ist ein momentan vereinsloser luxemburgischer Fußballspieler.

## Karriere

### Jugend
Der Linksaußen spielte in der Jugend für den FC Kehlen, Swift Hesperingen sowie den 1. FC Saarbrücken, für den er in der Saison 2015/16 zu vier Bundesligapartien kam und den U-19-Saarlandpokal gewinnen konnte.

### Senioren
Schon als 17-Jähriger absolvierte Duriatti 2015 seine ersten Zweitligaspiele für Swift Hesperingen. Nach seiner Jugendzeit bei den Saarländern spielte er dann erneut anderthalb Saisons für den Swift und wechselte dann 2018 weiter zu Jeunesse Esch in die BGL Ligue. Nach zwei Jahren beim Rekordmeister Luxemburg wechselte Duriatti weiter zum Ligarivalen Union Titus Petingen. Die Saison 2022/23 verbrachte dann er wieder bei Jeunesse Esch und wechselte anschließend zum RFC Union Luxemburg. Seit dem Sommer 2024 ist Duriatti nun vereinslos.

### Nationalmannschaft
Von 2013 bis 2019 absolvierte Duriatti insgesamt 22 Partien für diverse luxemburgische Jugendauswahlen. Außerdem debütierte er als damals 17-Jähriger am 9. Juni 2015 im Testspiel gegen Moldau (0:0) für die A-Nationalmannschaft, als er in der Halbzeit für Dwayn Holter eingewechselt wurde.

## Erfolge
- U-19-Saarlandpokalsieger: 2016